# Syabil Hisham
Syabil Hisham  (* 20. September 2002 in Singapur), mit vollständigen Namen Muhammad Syabil Hisham, ist ein singapurischer Fußballspieler.

## Karriere
Syabil Hisham erlernte das Fußballspielen in der Schulmannschaft der Hong Kah Secondary School sowie in der Jugendmannschaft des Erstligisten Geylang International in Singapur. 2020 wurde er von Tanjong Pagar United unter Vertrag genommen. Der Verein spielte in der ersten Liga, der Singapore Premier League. Für Tanjong absolvierte er 12 Erstligaspiele. Im Januar 2021 unterschrieb er einen Vertrag beim ebenfalls in der ersten Liga spielenden Young Lions. Die Young Lions sind eine U23-Mannschaft, die 2002 gegründet wurde. In der Elf spielen U23-Nationalspieler und auch Perspektivspieler. Ihnen soll die Möglichkeit gegeben werden, Spielpraxis in der ersten Liga zu sammeln. Nach zwei Spielzeiten und 16 Erstligaspielen wechselte er im Januar 2023 zum ebenfalls in der ersten Liga spielenden Balestier Khalsa.